# Мьонх (връх)
Мьонх (Mönch, което на немски език осначава монах) е връх в Бернските Алпи (Швейцария). Със своите 4107 м височина (4099 по други данни) той е четвъртият най-висок връх в масива. Заедно с Айгер на изток и Юнгфрау на запад образува 10 километрова стена, придобила голяма известност и видима отдалеч. Ограден е от две високи седловини – Юнгфрауйох и Мьонхьох. Най-специфичната черта на трите върха са отвесните им северни стени, които представляват предизвикателство още от ХІХ в. и до днес са любими алпинистки обекти. Влакчето Юнгфрау (панорамна зъбчата железница) минава по дълъг тунел през върховете Айгер и Мьонх и спира на специални площадки на отвесните скали.
Върхът е изкачен за първи път през 1857 г. от екип, ръководен от Кристиан Алмер – швейцарец, известен с първото покоряване и на Айгер, Бар дез Екрен и Егюи Верт. Днес е най-често изкачваният от известната тройка.